# 叙热尔
叙热尔（法語：Surgères，法語發音：[syʁʒɛʁ]），法国西部城市，新阿基坦大区滨海夏朗德省的一个市镇，隶属于罗什福尔区，其市镇面积为28.7平方公里，2022年1月1日时人口数量为6,861人，在法国城市中排名第1,572位。
叙热尔位于滨海夏朗德省北部，是一个区域性的中心城市，因其附近的畜牧业而闻名，被称为法国西部“奶制品”之都。

## 地名来源

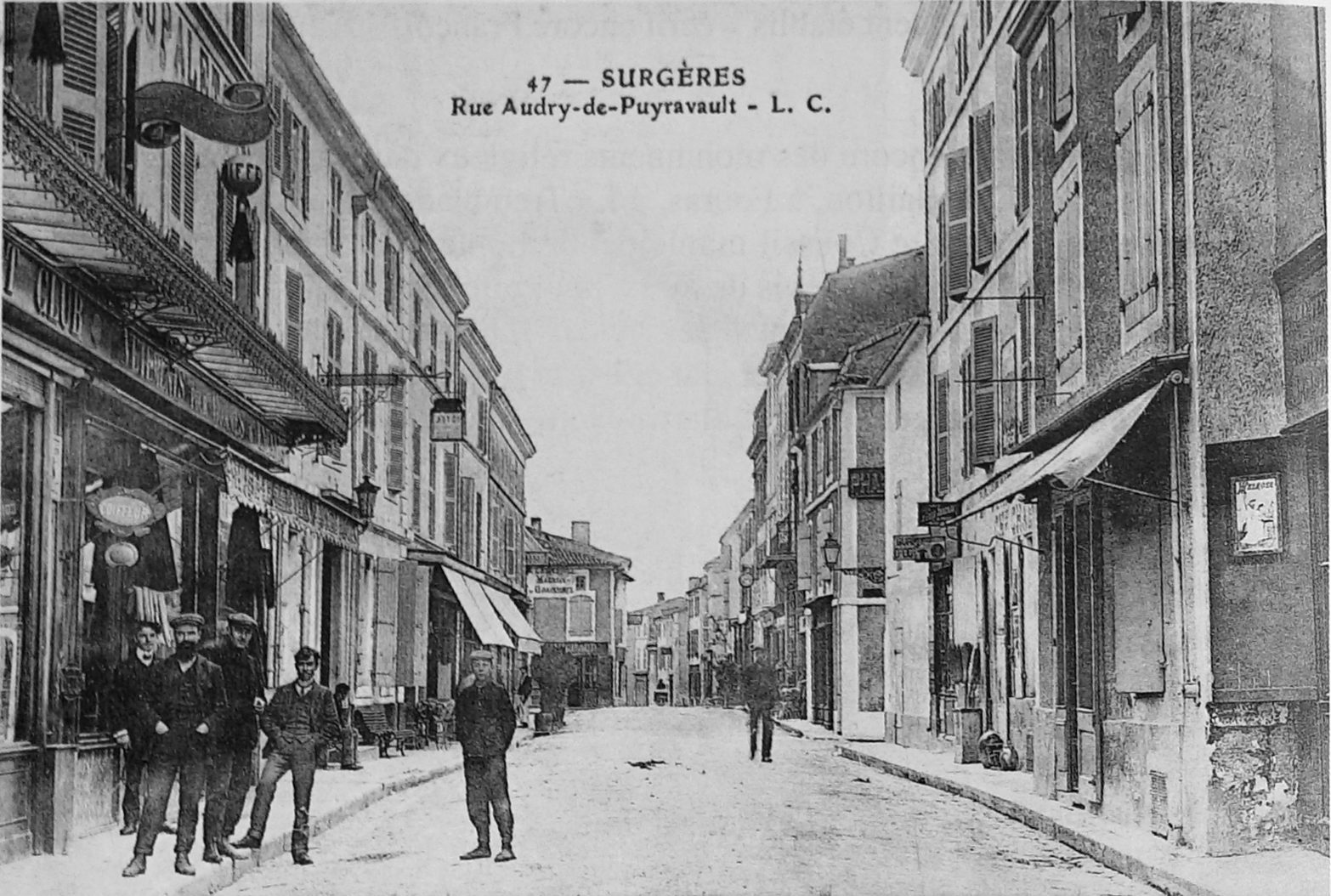
20世纪初的叙热尔街头

“叙热尔”一名来源于流经其境内的热尔河，中世纪中期，该河沿岸建成了一座叫Surgeriacum的村庄，后成为叙热尔的城市前身，而“Surgeriacum”意为“热尔河畔”，对应现代法语的“Sur Gères”。

## 历史
叙热尔的城市起源尚不清楚，其附近区域有罗马人活动的遗迹。中世纪时期，叙热尔附近为阿基坦公国的一处领地。10世纪末，阿基坦公爵纪尧姆四世将叙热尔划入普瓦图伯国，12世纪后成为桑通日的一部分。百年战争期间，叙热尔曾遭到破坏。1471年，叙热尔被路易十一军队攻占，后成为法兰西王室领地。16世纪后，当地领主修建了家族宅邸。法国大革命后，叙热尔成为滨海夏朗德省的一个市镇，原领主宅邸被改建为市政厅。法兰西第一帝国期间，拿破仑一世开辟了途径叙热尔的连接巴黎和罗什福尔的道路。19世纪末，叙热尔曾一度成为重要的葡萄酒种植园区，后因根瘤蚜病害而放弃种植。畜牧业及相关加工业逐渐成为当地主要的经济支柱。

## 地理

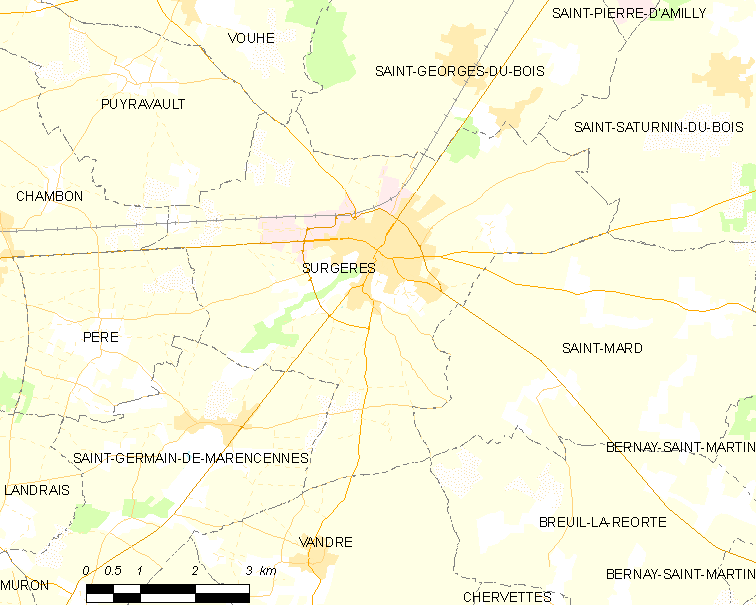
叙热尔市镇范围地图

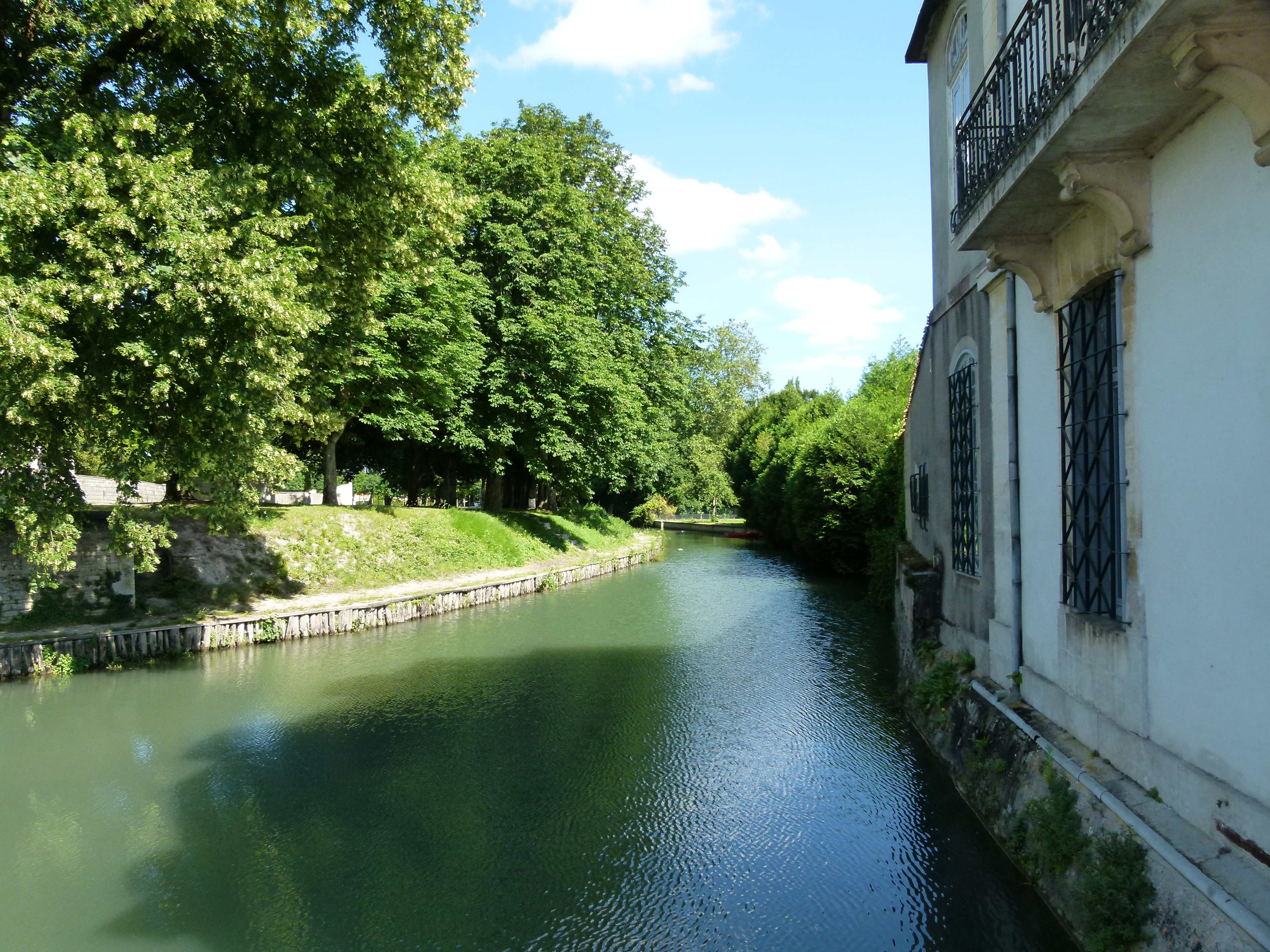
热尔河

叙热尔位于法国西部，新阿基坦大区西北部和滨海夏朗德省北部，距离省会拉罗谢尔大约34.5公里。与叙热尔接壤的市镇包括：尚邦、皮拉沃、圣乔治迪布瓦、圣马尔、圣萨蒂南迪布瓦、武埃、圣皮埃尔拉努、拉德维斯。

### 地形
叙热尔位于欧尼东南部地区，境内以平原为主，市镇中心地势较为平坦，少许区域略有起伏，全境海拔在14到76米之间。

### 水文
热尔河流经境内，该河属于夏朗德河水系。

### 植被
叙热尔属于温带落叶林区，市政府附近的乔治·蓬皮杜天地（Espace Georges Pompidou）是当地主要的城市绿地。
在鲜花城市的评比中，叙热尔被评为2星级鲜花城市。

### 气候
叙热尔在柯本气候分类法中属于温带海洋性气候。

## 行政区划
叙热尔是法国新阿基坦大区滨海夏朗德省的一个市镇，编号为17434。叙热尔隶属于罗什福尔区和滨海夏朗德省第二选区，管理叙热尔县，同时也是南欧尼市镇公共社区的办公驻地。
叙热尔市镇被划为9个街区，并实行街区自治制度。
法国国家统计与经济研究所（简称）在进行数据统计时，将叙热尔单独设为叙热尔城市核心区和叙热尔城市区。自2020年起，叙热尔城市区被包含9个市镇的叙热尔城市辐射区代替。此外，还将叙热尔市镇分为了3个“块区”（IRIS），以便于统计人口分布情况。

## 交通

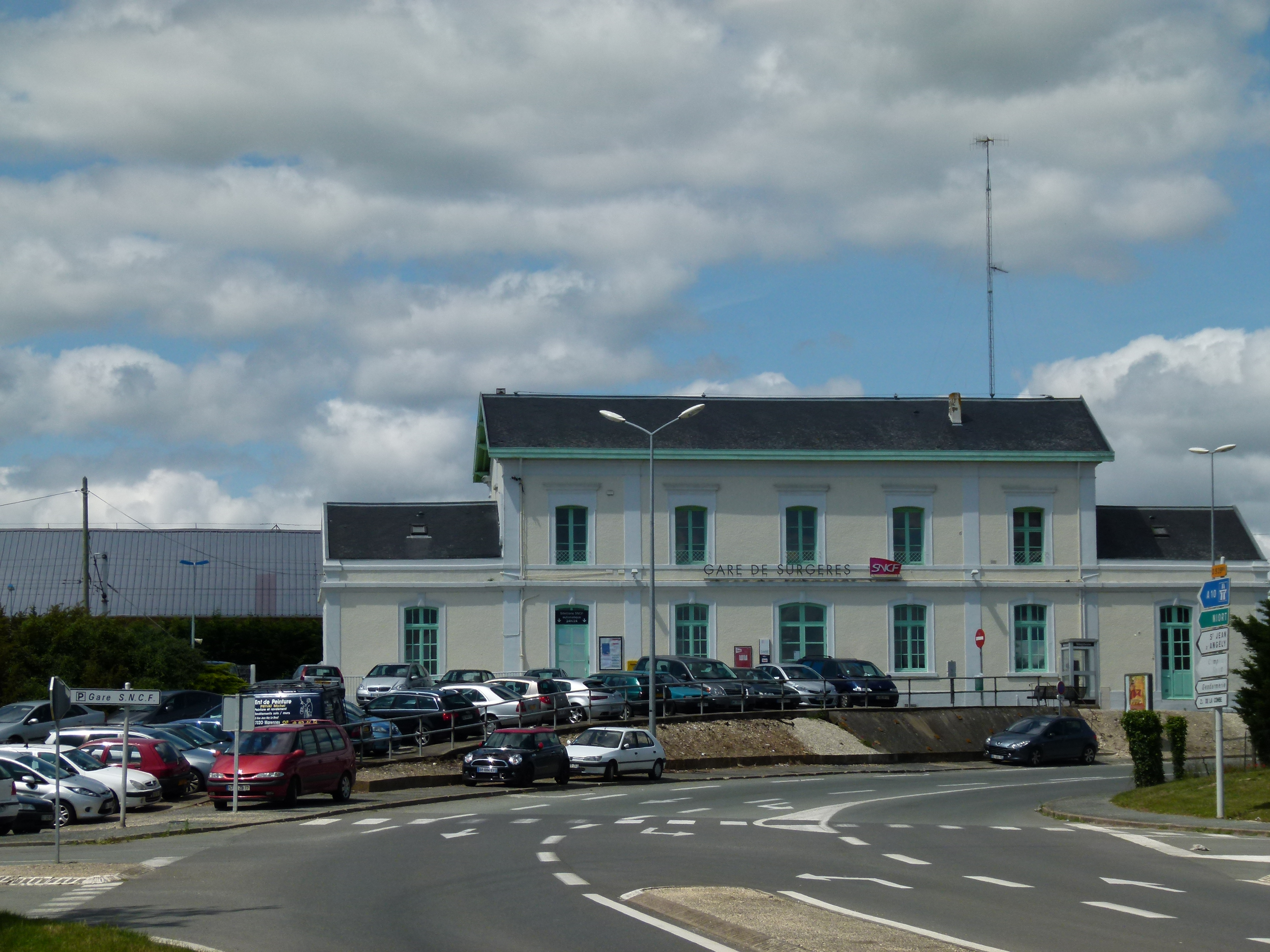
叙热尔火车站

### 公路
多条滨海夏朗德省省道在叙热尔境内交汇，新阿基坦大区下属的城际客运提供巴士线路，可前往拉罗谢尔、罗什福尔以及奥洛龙岛上。
2017年，74.8%的叙热尔家庭拥有至少一辆私人汽车。2019年，叙热尔境内共发生各类交通事故3起，造成4人受伤。

### 铁路
叙热尔位于圣伯努瓦－拉罗谢尔铁路上。叙热尔站位于市区西北部，该站每天停靠约4班往返于巴黎和拉罗谢尔之间的高速列车，同时停靠数班往返于普瓦捷和拉罗谢尔一线的区域列车。

### 航空
距离叙热尔最近的民用航空站为拉罗谢尔机场，距离叙热尔市中心的公路里程约38公里。

### 城市公共交通
截至2021年5月，叙热尔暂无城市公共交通系统。

## 政治

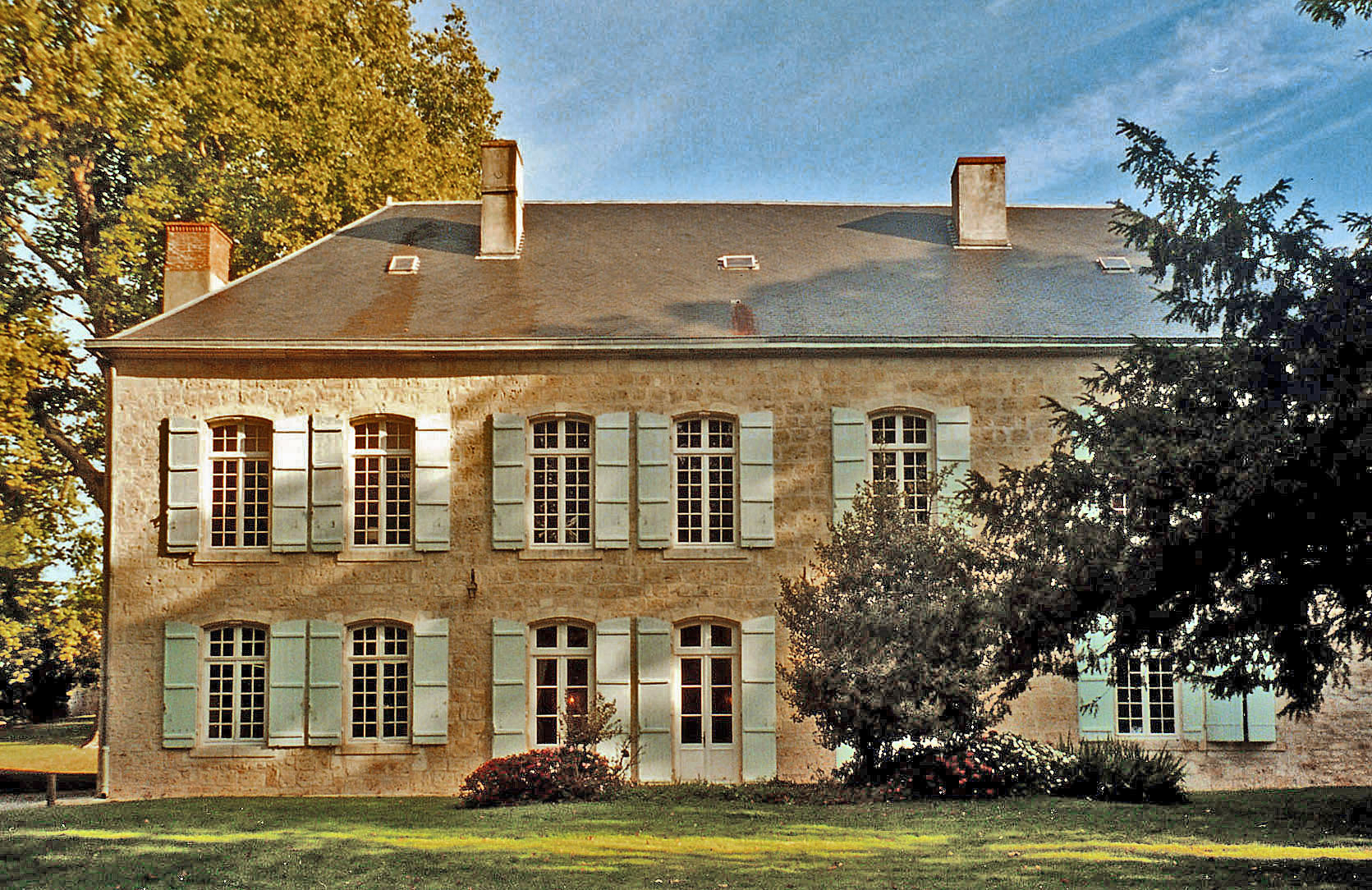
叙热尔市政厅

叙热尔的现任市长为卡特琳·德普雷女士（Catherine Desprez），她是一名右翼无党派人士，在2020年的市政选举中获得了59.69%的支持率。
在2017年的法国总统大选中，法国第25任总统埃马纽埃尔·马克龙在叙热尔获得了68.02%的支持率。

## 人口
2018年，叙热尔市镇人口数量为6,797，在法国排名第1,572位。其中男性3,158人，女性3,649人，75岁及以上人口占13.8%，外籍人口数量为1,367人，人口密度为237人/平方公里，当地居民被称为（男性）或（女性）。2019年，叙热尔境内出生47人，死亡人口101人。
| 年份   | 1936  | 1946  | 1954  | 1962  | 1968  | 1975  | 1982  | 1990  | 1999  | 2004  | 2009  | 2014  | 2018  |
| ------ | ----- | ----- | ----- | ----- | ----- | ----- | ----- | ----- | ----- | ----- | ----- | ----- | ----- |
| 人口數 | 3,388 | 3,552 | 3,823 | 4,839 | 5,644 | 6,178 | 6,175 | 6,049 | 6,051 | 5,905 | 6,446 | 6,713 | 6,797 |

## 经济

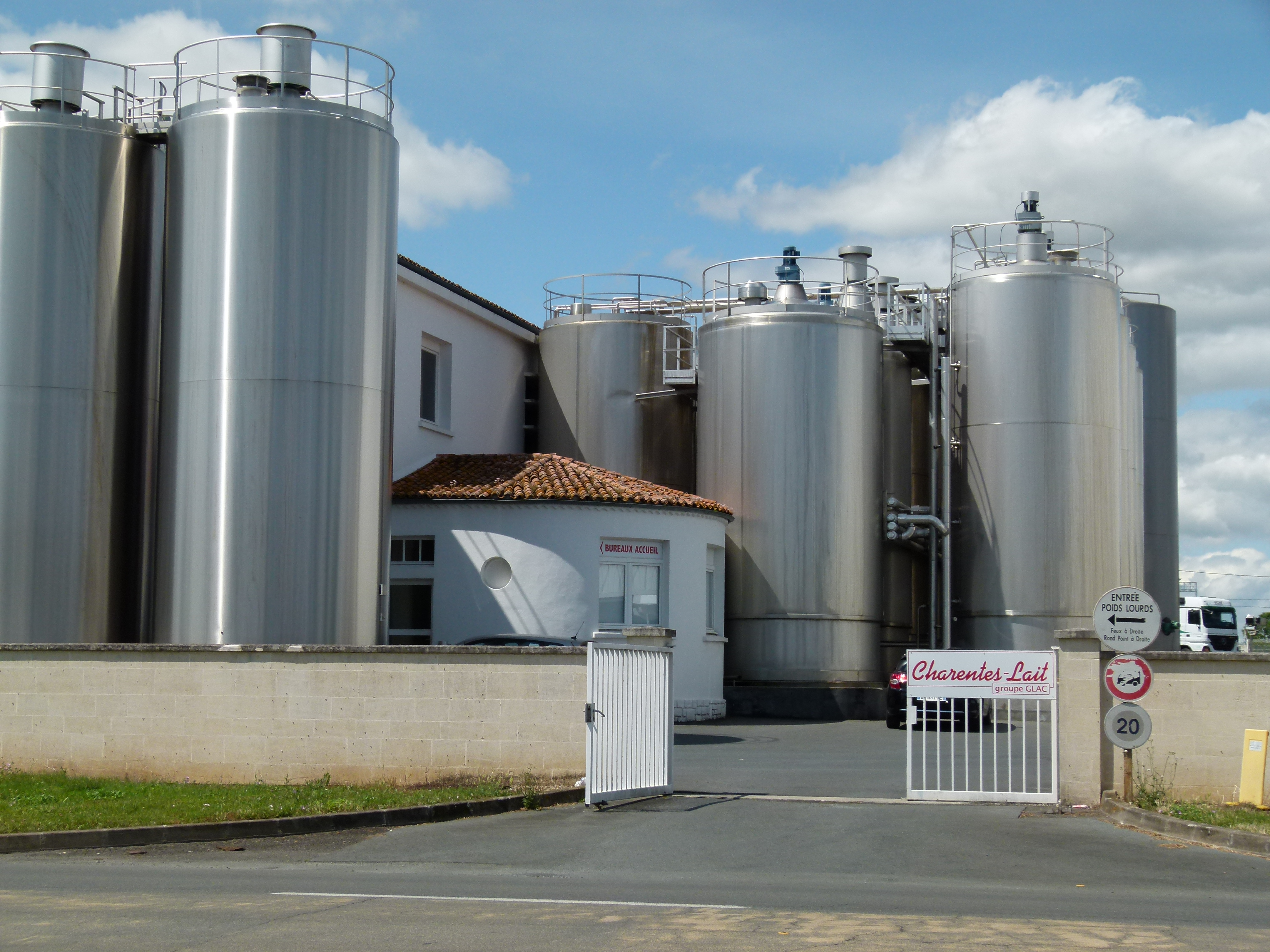
牛奶加工厂

叙热尔是一个区域性的中心城市，奶制品和畜牧业加工是当地重要的经济支柱。截至2021年5月，当地共有各类用人单位997家，平均历史为18年，其中98.91%为中小型企业（PME）。（大型零售）、（肉制品加工）及（食品销售）是当地2019年营业额最高的三个企业，分别为52,728,740欧元、26,935,047欧元和8,952,891欧元。

## 财政收入
2019年，叙热尔的财政收入总额为8,077,960欧元，财政支出总额为6,897,550欧元，当年的债务总额为5,037,990欧元。2020年，叙热尔共获得1,397,776欧元的国家财政补助，比上一年增加了0.01%。
2017年，叙热尔的人均月收入总额为1,908欧元，其中高级职员为3,272欧元，低于法国平均水平（4,214欧元）；中级职员为2,175欧元，低于法国平均水平（2,353欧元）；普通职员为1,591欧元，亦低于法国平均水平（1,690欧元）。
2017年，叙热尔境内的青壮年（15至64岁）失业率为17.8%，当地44.3%的家庭拥有纳税资格，平均纳税1,894欧元，低于法国平均水平（3,888欧元）。

## 社会事务

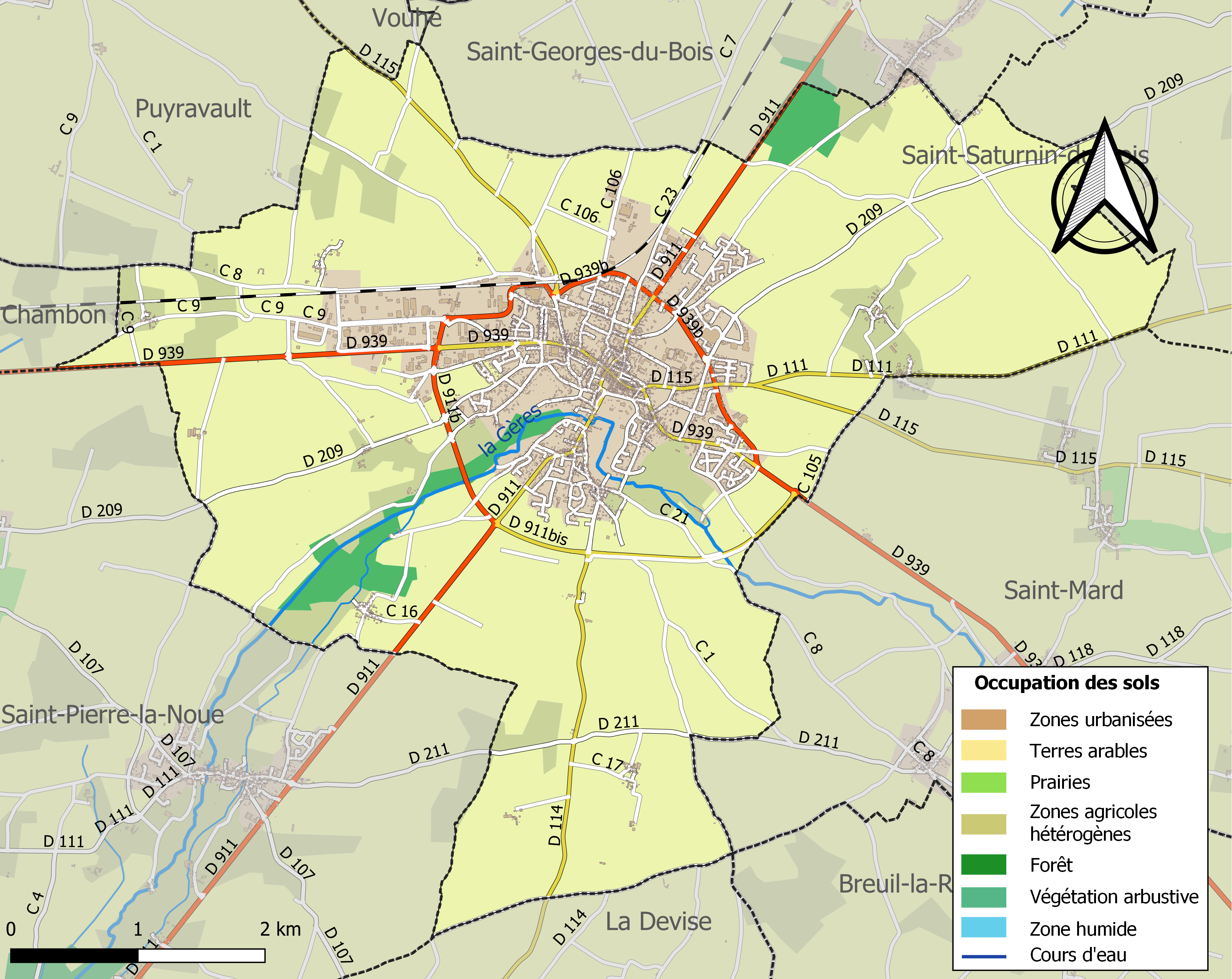
叙热尔土地利用情况地图

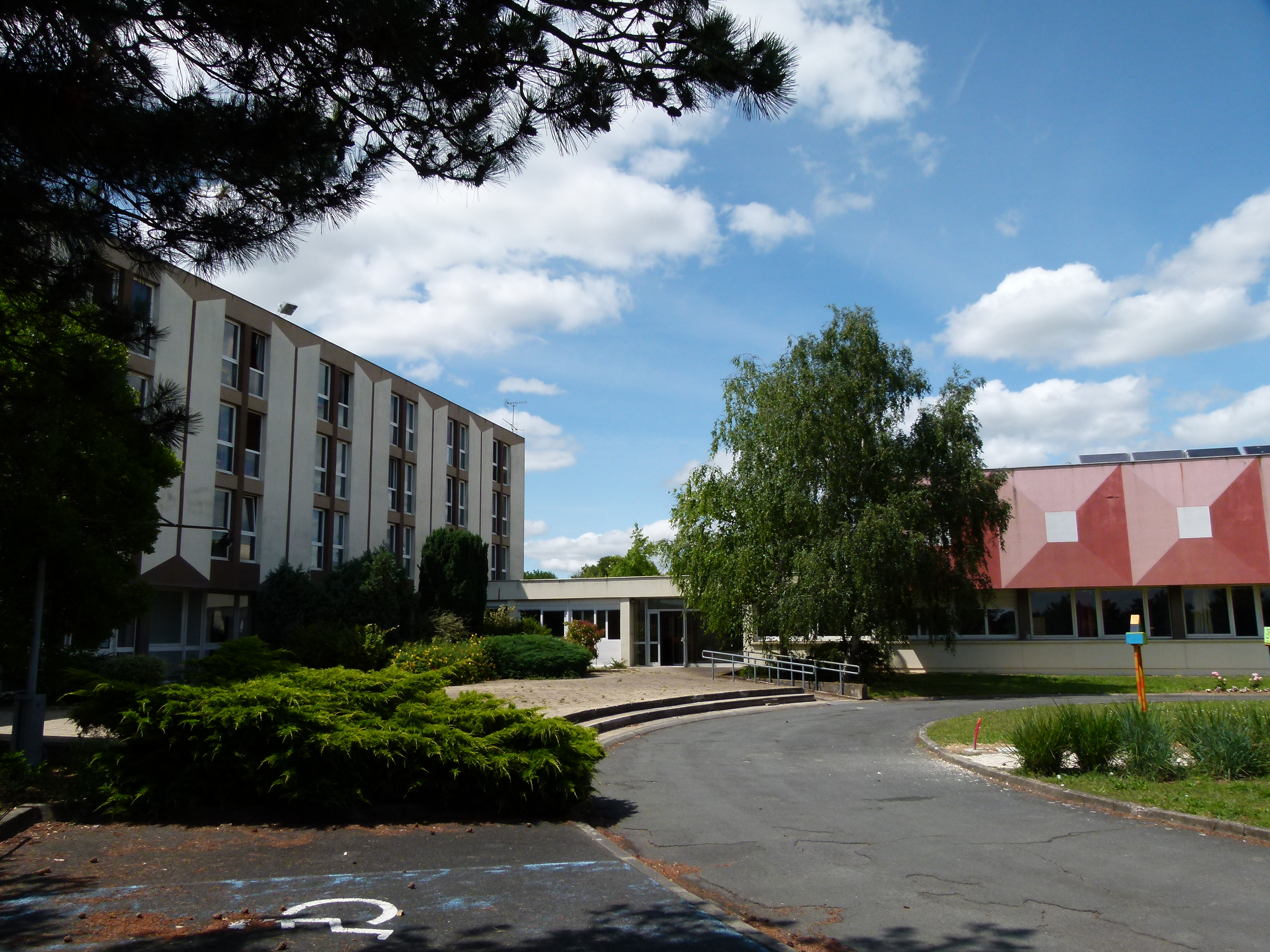
糕点师培训学校

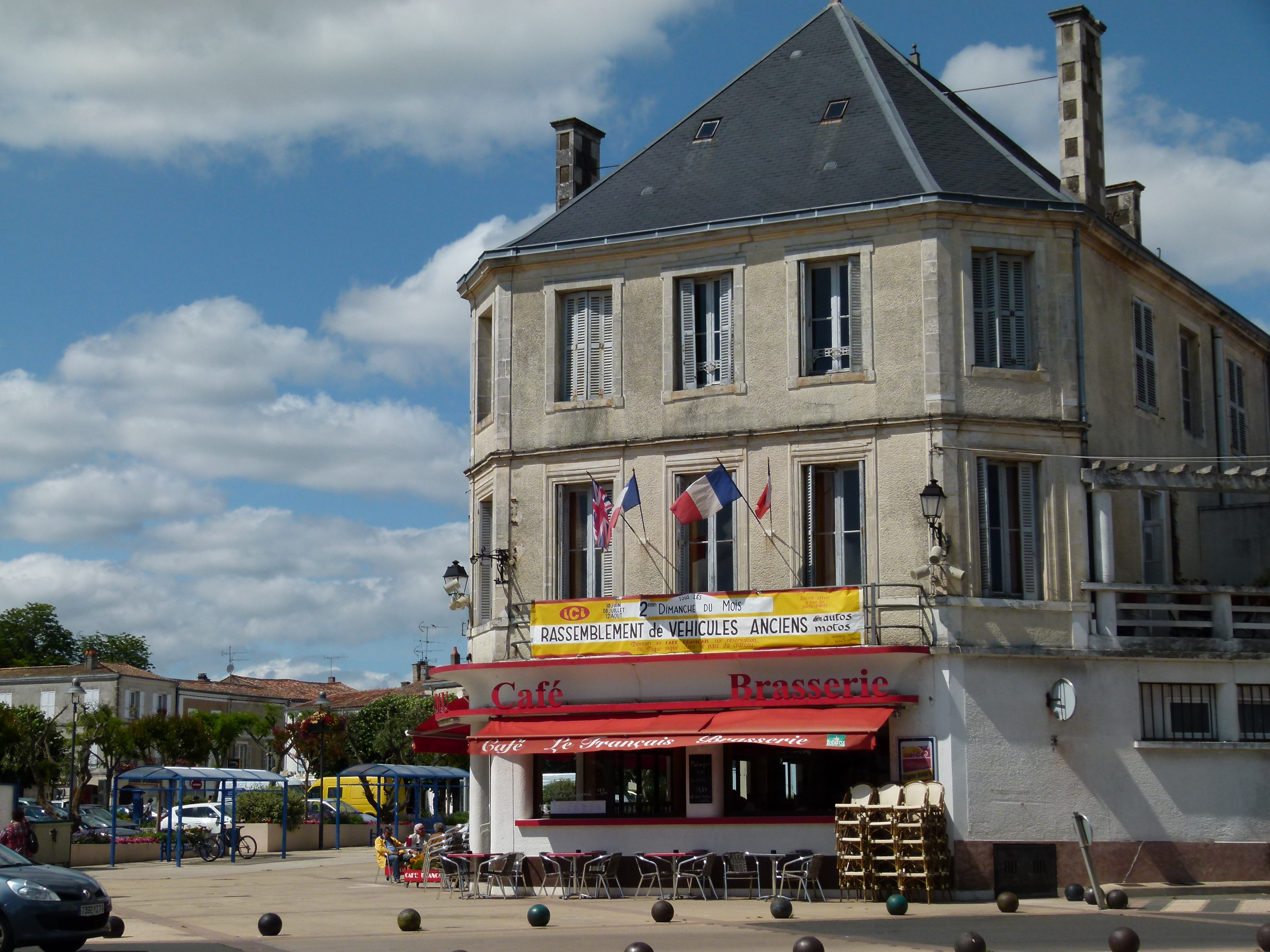
叙热尔市中心的一处街角咖啡厅

### 教育
叙热尔属于普瓦捷学区。截止2019年1月1日，叙热尔境内共有2所幼儿园、3所小学、2所初级中学、2所农业高中和1所职业高中。2018至2019学年度，叙热尔境内共有在校中等教育阶段学生874名。
叙热尔还有一所糕点师培训学校。

### 医疗
截止2019年1月1日，叙热尔境内共有全科医生10名、保健师6名、牙医4名、护士9名、耳科医生0名、眼科医生1名、皮肤科医生2名、助产士1名、儿科医生0名和妇科医生1名。境内共有药房4家、养老院1家、残疾人帮扶中心1家。
叙热尔距离拉罗谢尔中心医院和罗什福尔中心医院的正常车程均在半小时以内。

### 住房
2017年，叙热尔境内共有各类住房3,737套，其中80%为独立式居民区，9.9%为集中式居民区。常住房屋占叙热尔市镇范围内居民建筑总量的86.9%。
在住房保障政策方面，2017年，叙热尔境内共有780户家庭获得了住房经济补助，受益人数占总人口数量的11.5%，其中745份为房租补助。

### 商业
2019年，叙热尔境内共有各类实体商铺225家，其中餐厅20家、大型超市8家、面包房5家、肉铺7家、书店3家、银行门店8家、美容美发店12家、汽车维修店24家。市区西部建有大型开放式商业街区，设有Intermarché超市；市区东部亦有E.Leclerc商场。

### 体育
2019年，叙热尔境内共有1家游泳池、3间体育馆、1座综合体育场、4处网球场、2处足球或橄榄球场以及2处篮球或排球场。
欧尼县足球俱乐部（Canton Aunis F.C.）是当地的一支足球队，2021至2022赛季参加滨海夏朗德省足球联赛。

### 环境
叙热尔的环境事务由其所属的公共社区负责。2019年，叙热尔境内暂无污染企业。

### 治安
2019年，叙热尔市镇范围内有1处宪兵队。
2014年，叙热尔及附近地区共发生各类案件5,113起，其中盗窃类案件3,500起，经济类案件400起，毒品交易类案件277起。

## 文化
2019年，叙热尔境内有1家电影院。叙热尔市政府提供多媒体中心，向公众全年开放。

### 建筑
叙热尔境内有多处历史建筑，其中叙热尔圣母教堂、叙热尔城堡等为法国国家文物保护单位。

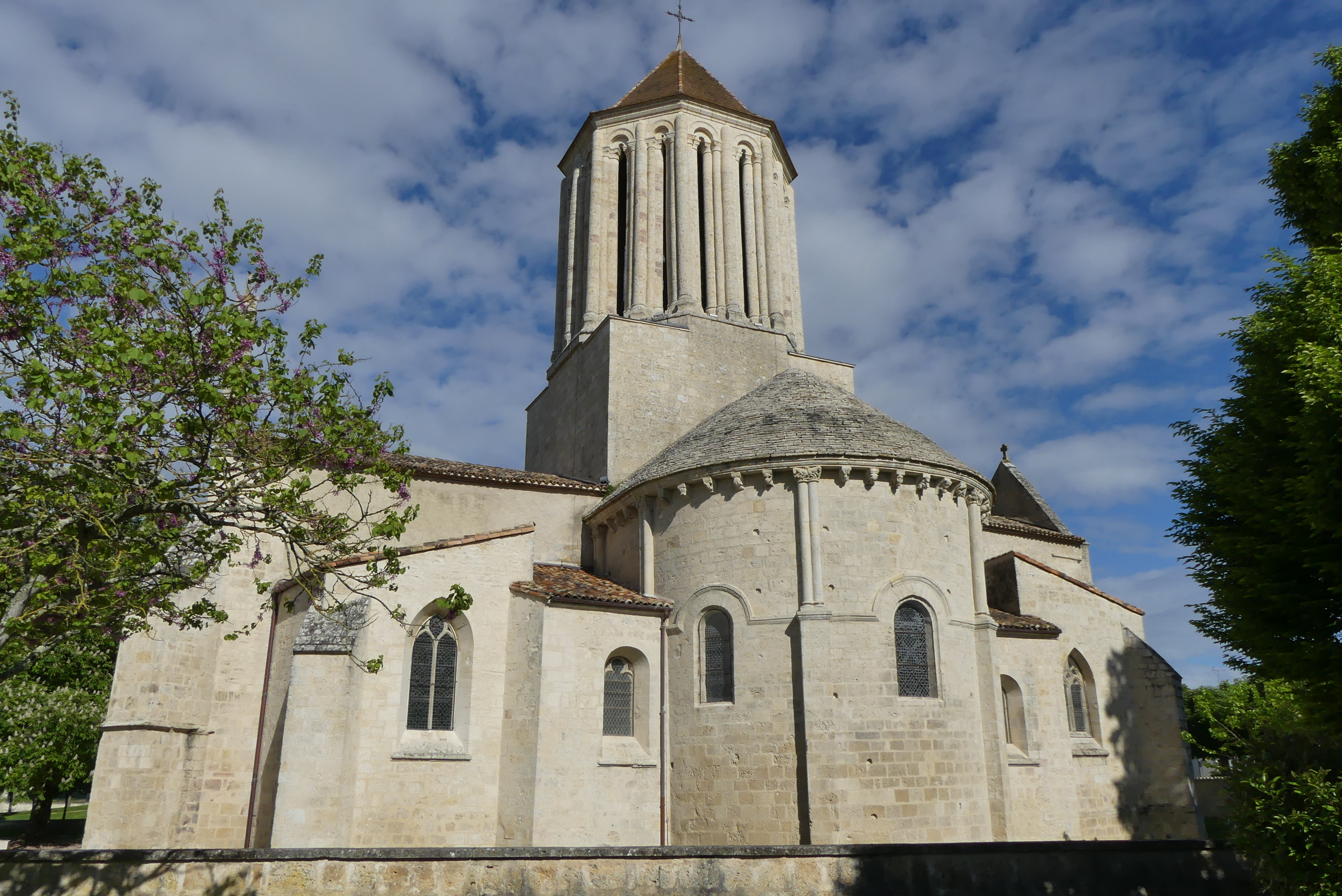
圣母教堂（法语：Église Notre-Dame de Surgères）
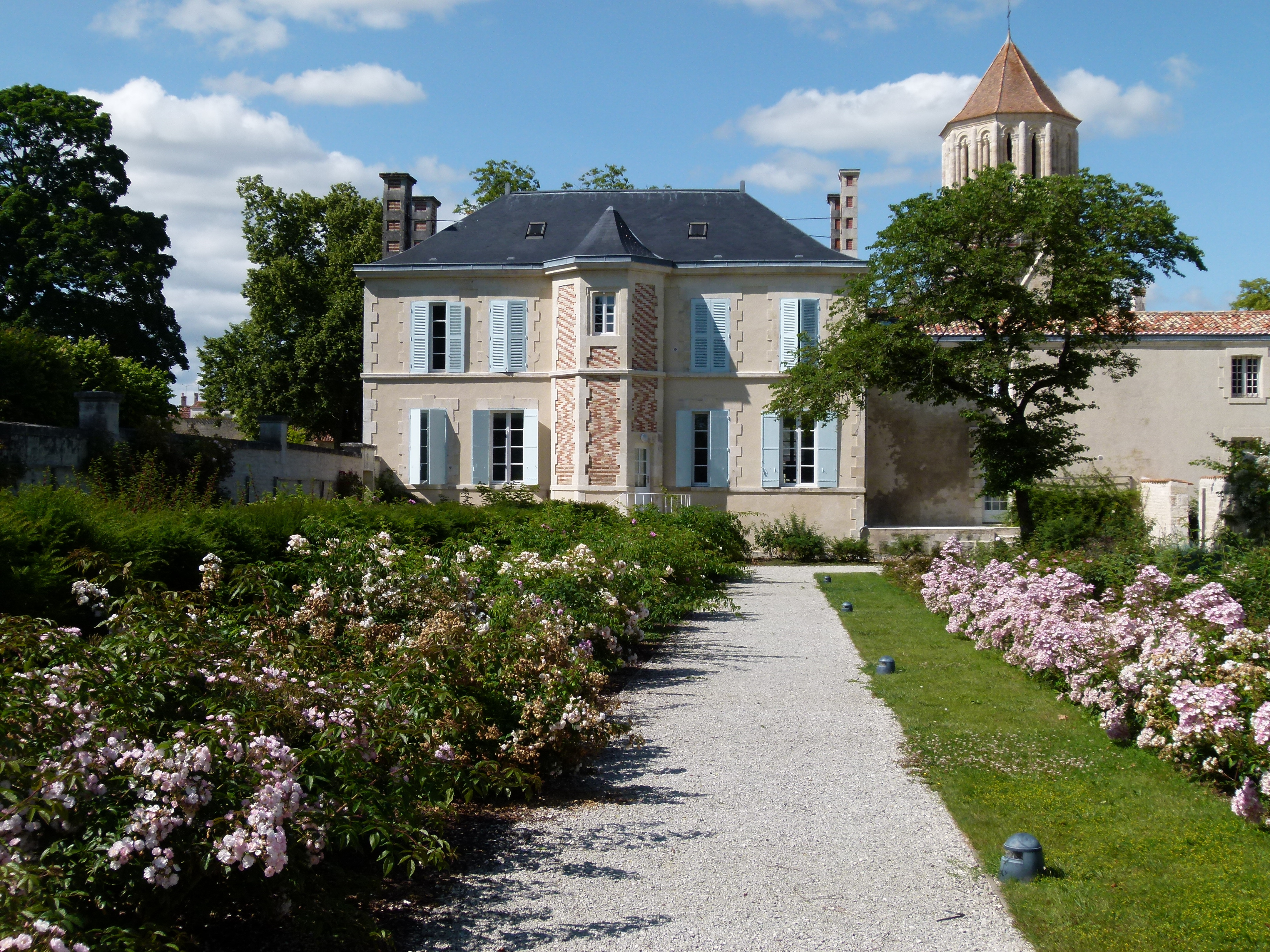
叙热尔城堡（法语：Château de Surgères）
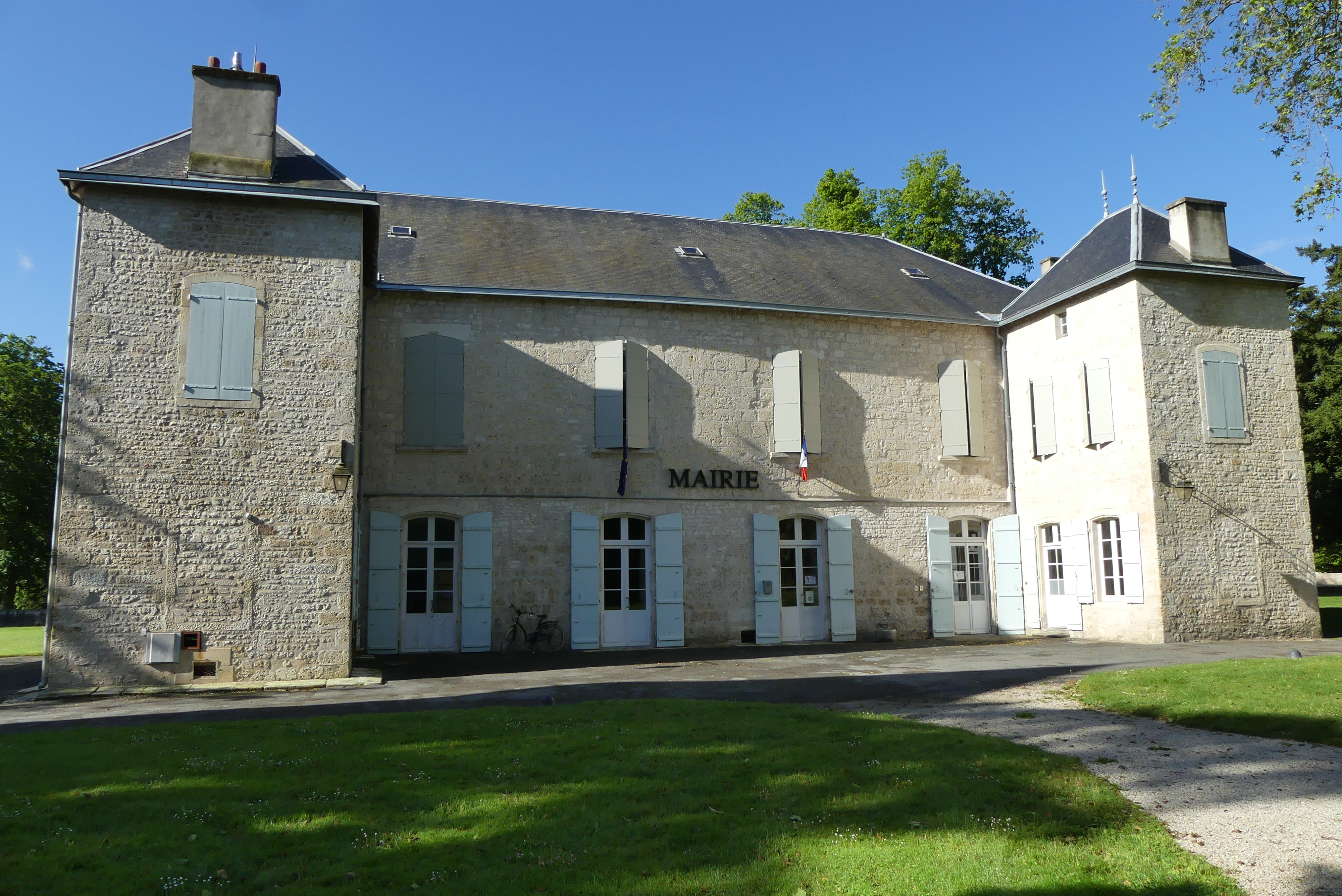
市政厅大楼
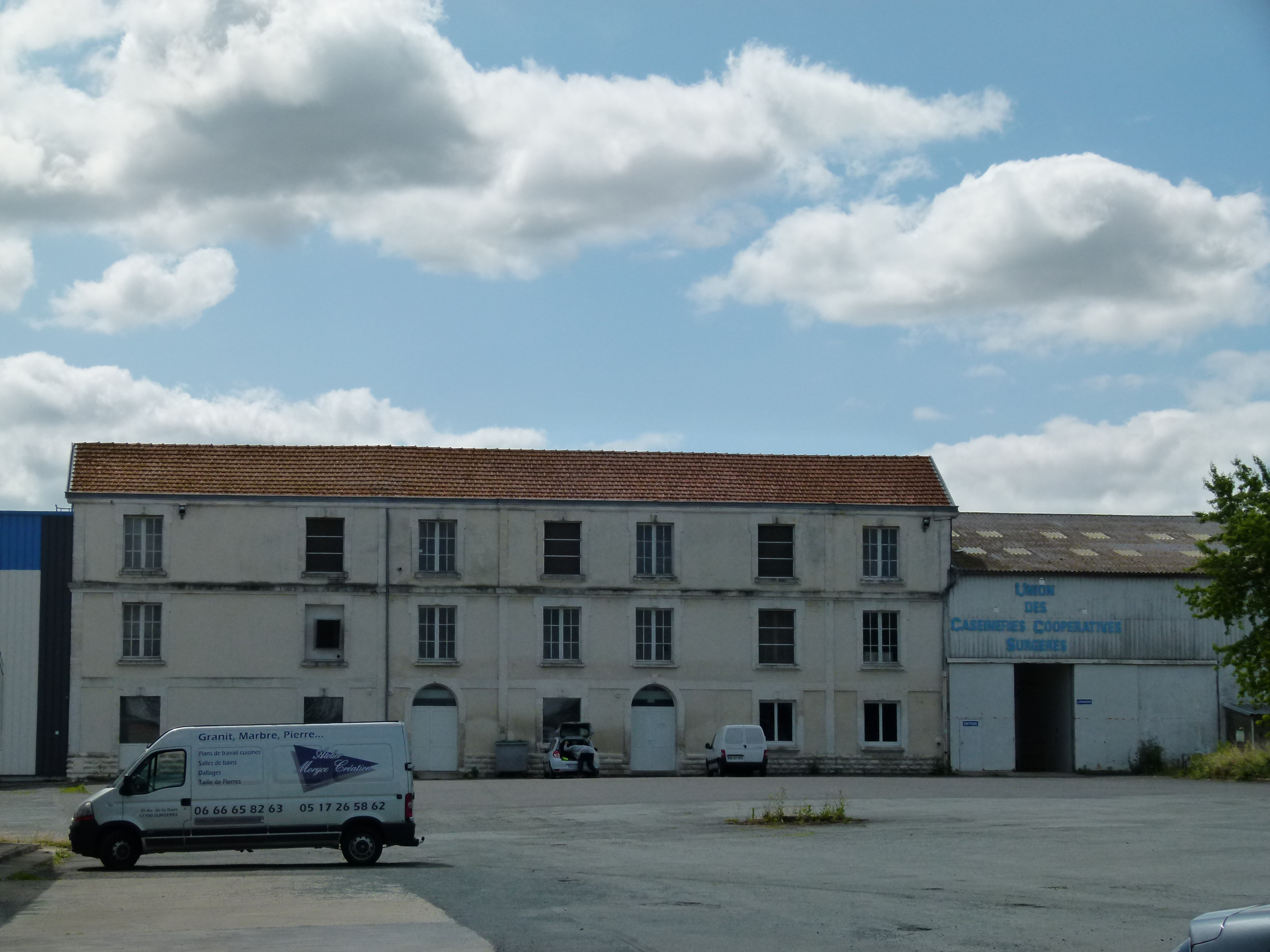
酪白厂旧址
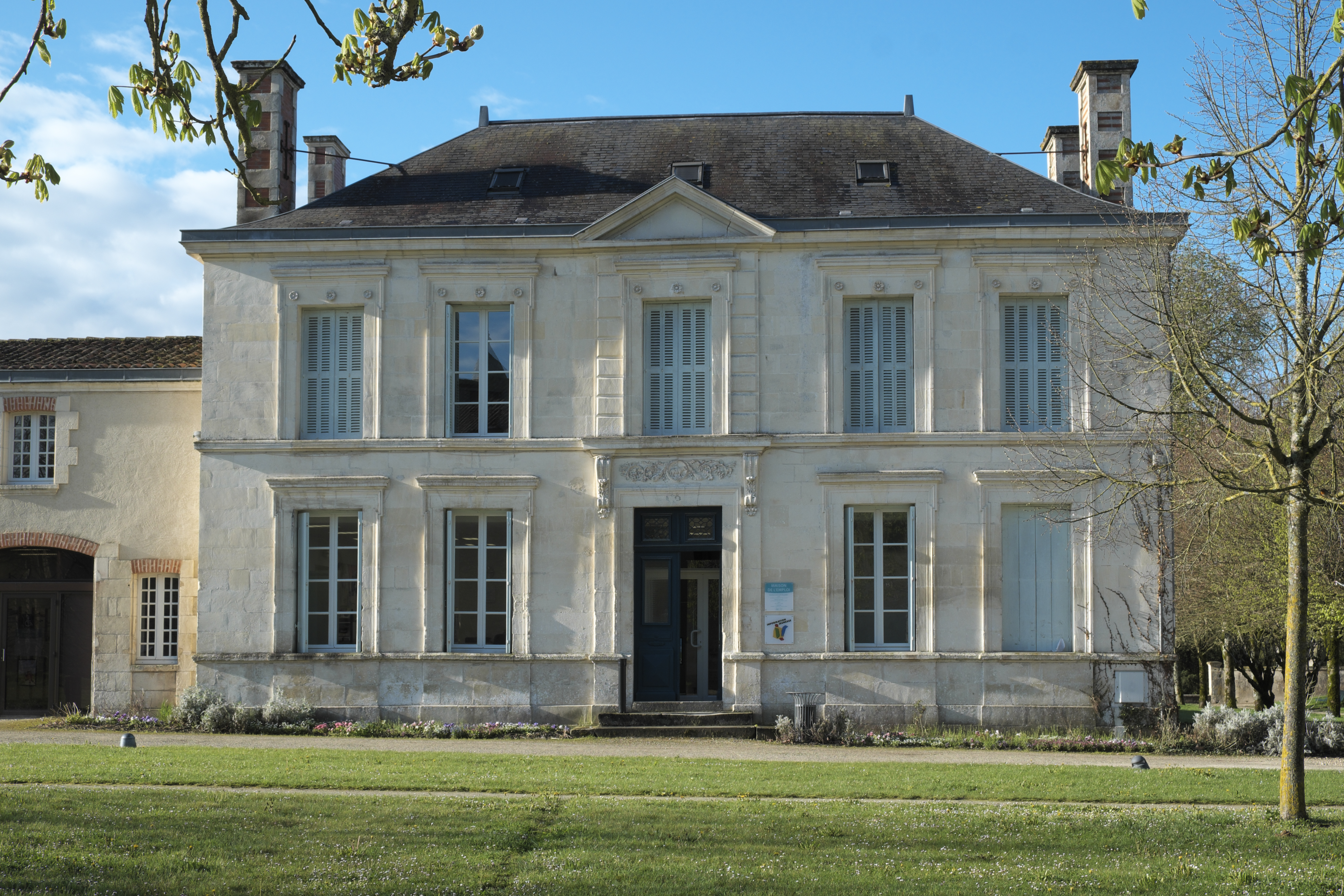
牧师馆旧址
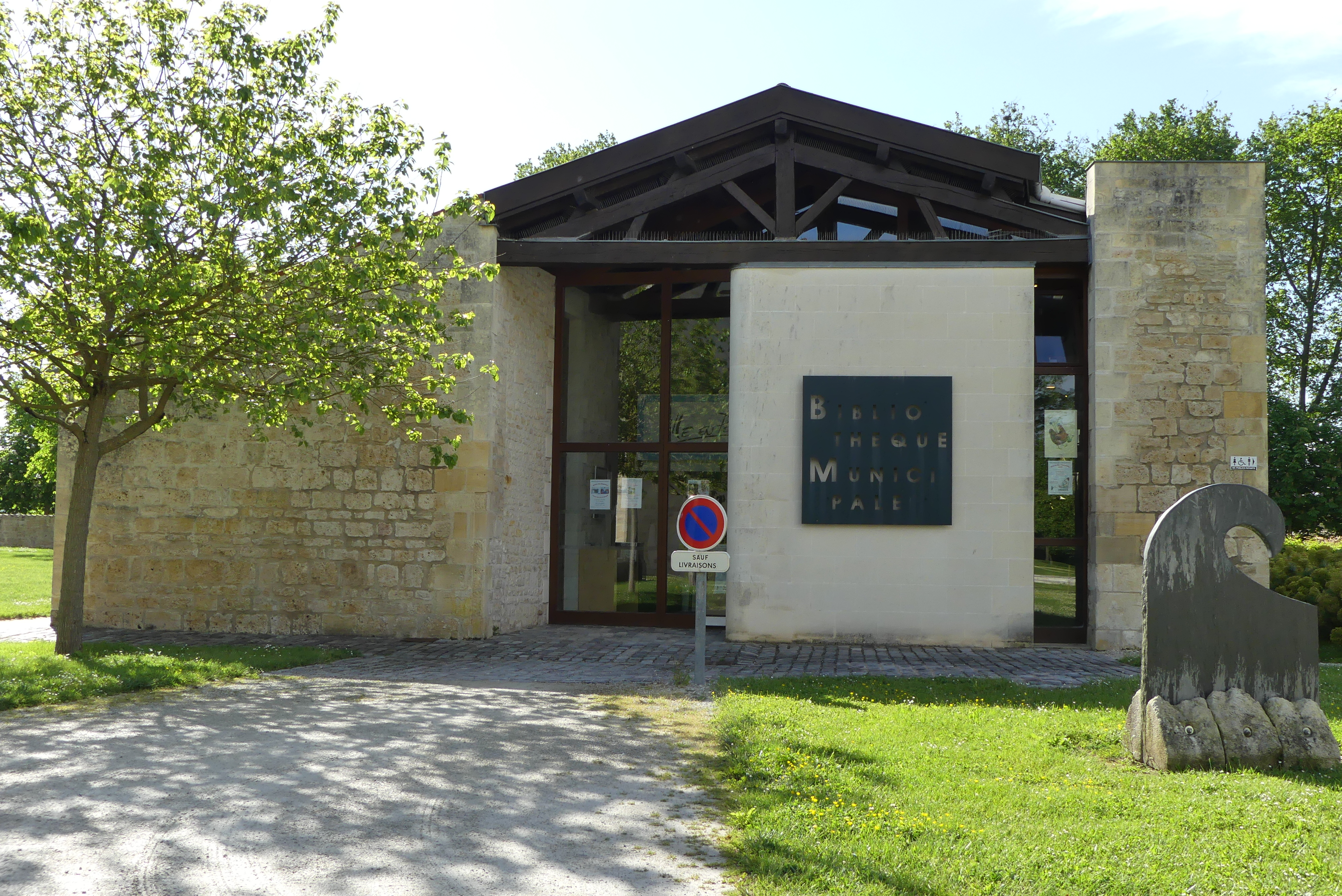
市政图书馆

### 旅游
叙热尔的旅游事务由其所属的公共社区负责。2020年，叙热尔境内共有1个露营地，可容纳共53辆露营车。

### 媒体
法国主要的媒体均可在叙热尔接收，法国电视三台下属的新阿基坦大区频道在部分时段播出叙热尔所属区域的地方新闻。

## 友好城市
截至2021年5月，叙热尔共与一座城市互为友好城市关系：
- 德国 维珀菲尔特